# Ferrari 312B
A Ferrari 312B foi uma série de modelos de carros de corrida de Fórmula 1, projetados e construídos pela Scuderia Ferrari. Foi o sucessor da Ferrari 312 e foi usado desde 1970 até o início de 1975. Várias versões foram feitas: o 312B, 312B2 e 312B3.
O início dos anos 1970 viu o retorno do sucesso à Scuderia; O azarado Chris Amon saiu, enquanto Jacky Ickx retornava a equipe e teria como companheiro o suíço Clay Regazzoni. Sob a direção de Mauro Forghieri, a Ferrari desenvolveu um novo motor Flat-12, coloquialmente conhecido como um "boxer" (embora não um verdadeiro motor boxer), dando um menor centro de gravidade e um fluxo de ar claro sob a asa traseira.

Durante a primeira temporada do projeto, em 1970, Ickx lutou com Jochen Rindt de Lotus e ganhou três Grands Prix. O emocionante Grande Prêmio da Itália foi vencido por Clay Regazzoni. Com a morte de Rindt no dia anterior à corrida, Ickx poderia passar a pontuação de Rindt para o título de pilotos se vencesse as 4 corridas restantes. Contudo com a vitória de Emerson Fittipaldi no Gp dos EUA, Rindt foi o campeão póstumo (única vez que isso aconteceu na F-1)  e a Lotus ganhou o Campeonato de Construtores à frente da Ferrari.
O 1971 começou com uma vitória pelo novo contratado Mario Andretti, no Gp da Africa do Sul. Embora apresentado em janeiro, o 312 B2 estreou apenas na terceira rodada em Mônaco, seguido pelo sucesso do Grande Prêmio holandês para Ickx. No entanto, o B2 sofreu com problemas relacionado a combinação da suspensão traseira inovadora e os novos pneus Firestone, causando vibrações severas quando dirigido perto do limite. A Ferrari finalmente ficou em segundo lugar no Campeonato de Construtores, numa temporada onde Jackie Stewart e a Tyrrell dominaram.
Em 1972 Ferrari resiva o modelo B2 com uma suspensão traseira mais convencional, mas não teve muito sucesso na temporada, ficando apenas em 4° lugar no mundial de construtores. Ickx ganhou o Grande Prêmio da Alemanha de 1972 em sua pista favorita, Nürburgring (esta seria sua última vitória na F1).
Durante a temporada, Forghieri projetou um carro novo radical com uma carenagem quadrada e nariz de largura total e uma distância entre eixos muito curta. Este novo 312 B3 foi testado por Merzario e Ickx, mas nunca correu em um Grande Prêmio. A imprensa italiana o apelidou de spazzaneve (snowplow).
Para 1973, os executivos da FIAT impuseram uma nova equipe técnica e Forghieri foi transferido para o departamento experimental; Seu papel foi assumido por Sandro Colombo, ex-engenheiro das empresas Gilera e Innocenti. O projeto spazzaneve foi descartado e substituído por um novo design, ainda chamado 312 B3. Um novo chassi monocasco foi construído pela empresa inglesa TC Prototypes, sob a orientação de John Thompson, e o motor tornou-se um membro do monocoque.
Nas primeiras corridas de 1973, a Ferrari ainda usava o velho 312 B2: o carro já não era competitivo, e Ickx só conseguiu um quarto lugar no GP de abertura da temporada. O novo 312 B3 estreou na rodada espanhola, mas mostrou-se lento e pouco confiável alcançando resultados ainda piores. Era evidente que o programa de F1 da equipe italiana estava ultrapassado, ficando de fora de algumas corridas de F1. Isso não era aceitável para Ickx, e  como resultado, ele deixou a equipe no meio da temporada.
Durante o verão Forghieri foi recolocado como o diretor técnico e ajustado sobre a revisão do B3 que incorpora algumas das idéias usadas em seu spazzaneve radical.
Para 1974 Ferrari utiliza um carro pesadamente revisado, nomeado 312 B3-74, e assinado com os ex-pilotos da BRM: Niki Lauda e Clay Regazzoni.
O carro foi sucedido pelo 312T, que foi introduzido para a temporada de Fórmula 1 de 1975.

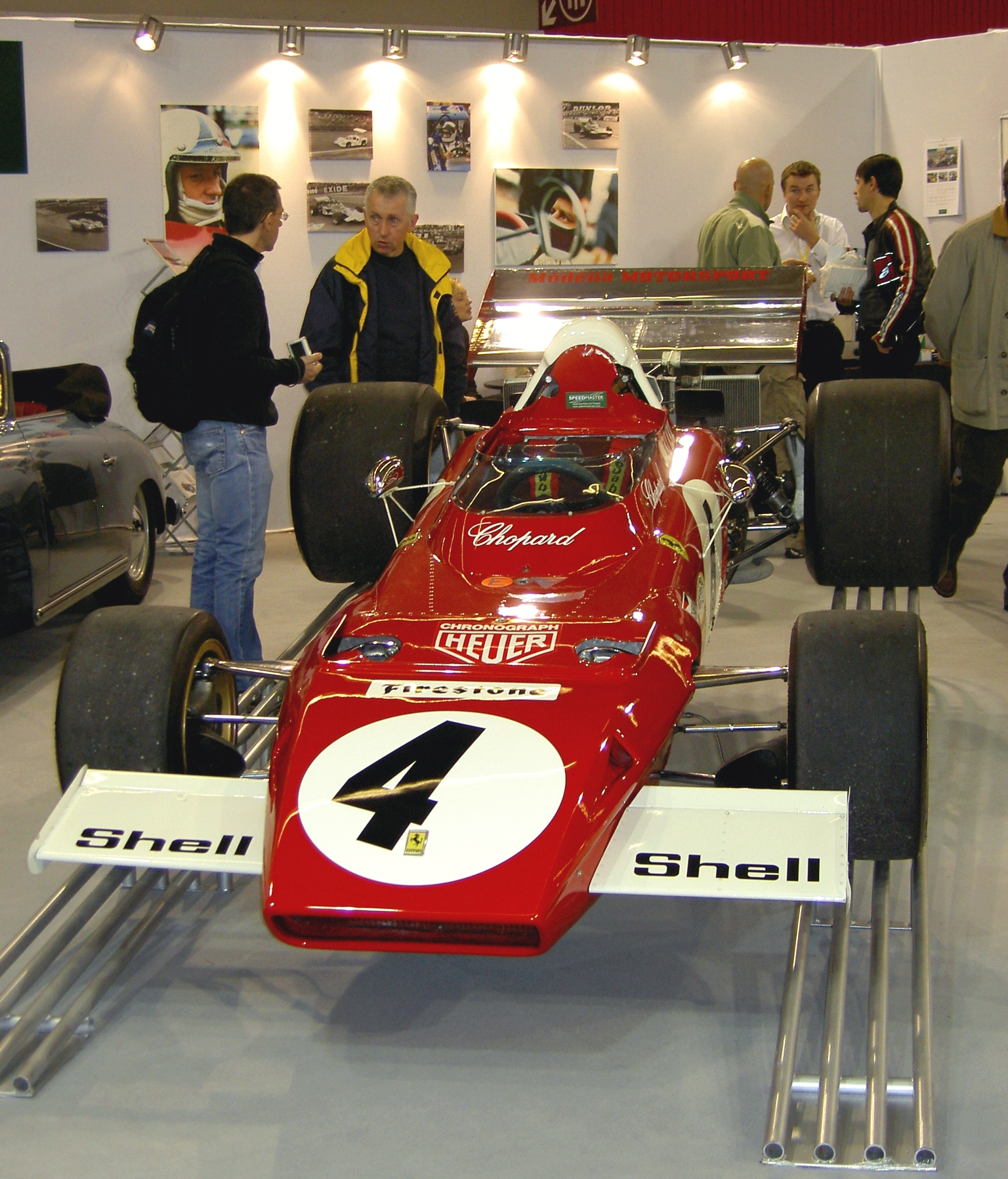
Ferrari 312B2

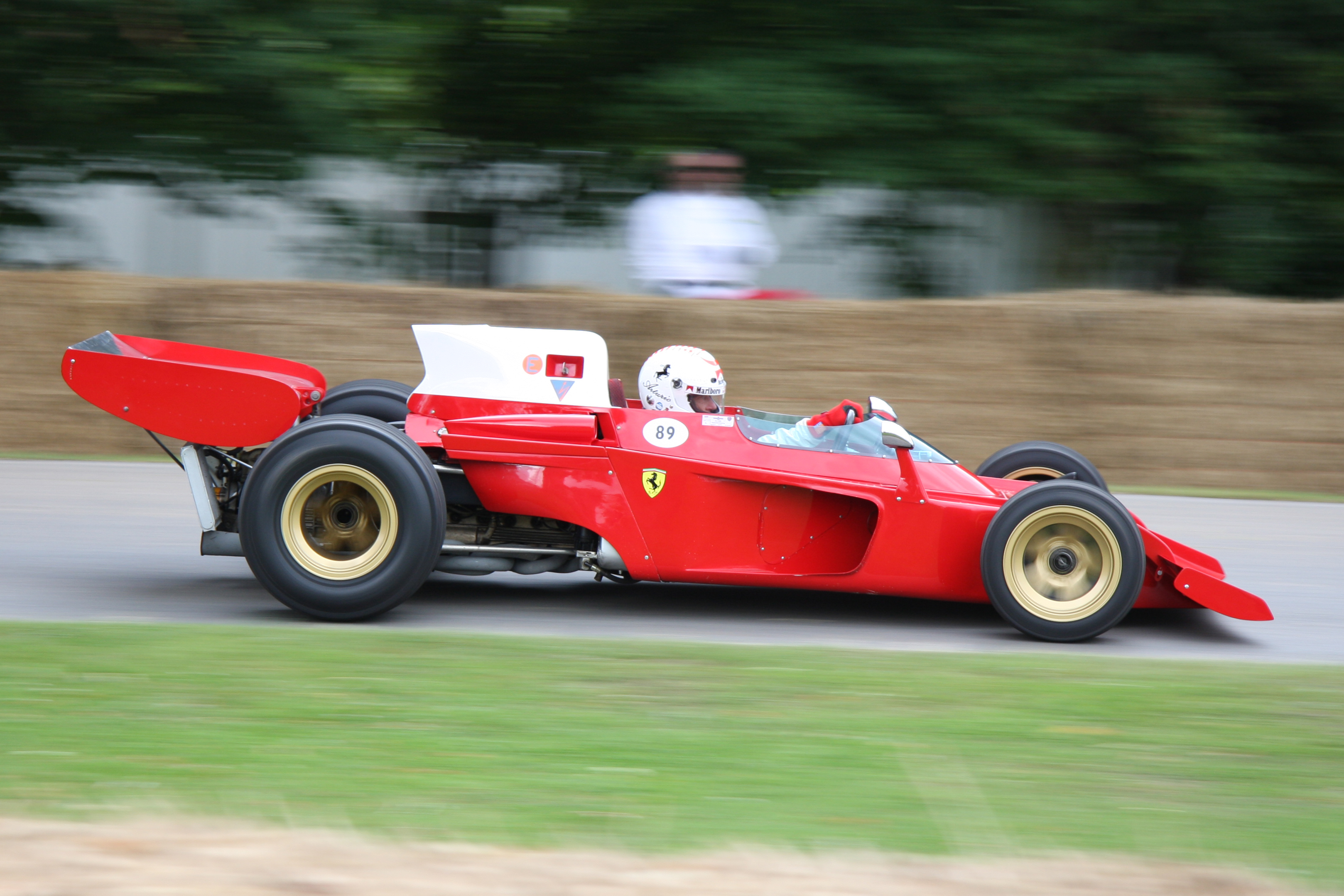
Ferrari 312B3